# جورج الأول. كونينغهام
جورج الأول. كونينغهام هو سياسي أمريكي، ولد في 8 سبتمبر 1835 في مقاطعة مونرو في الولايات المتحدة، وتوفي في 29 نوفمبر 1902 في تشارلستون في الولايات المتحدة.